# Hope Is Important
Hope is Important es el primer álbum de larga duración lanzado en 1998 de la banda escocesa Idlewild, después de haber sacado un álbum de 6 canciones llamado Captain.
Con este disco se establecieron como una de las bandas más importantes de la escena indie británica.

## Canciones
1. "You've Lost Your Way" – 1:30
2. "Film for the Future" – 3:28
3. "Paint Nothing" – 3:12
4. "When I Argue I See Shapes" – 4:26
5. "4 People Do Good" – 2:00
6. "I'm Happy to Be Here Tonight" – 3:11
7. "Everyone Says You're So Fragile" – 2:18
8. "I'm a Message" – 2:28
9. "You Don't Have the Heart" – 2:08
10. "Close the Door" – 2:20
11. "Safe and Sound" – 3:15
12. "Low Light" – 5:32

- Datos: Q5899331